# Голеневская волость
Голеневская волость — административно-территориальная единица в составе Чаусского уезда Могилёвской губернии Российской империи. Волостной центр — село Голени (ныне деревни Голени 1 и Голени 2).
По данным на 1910 год к Голеневской волости относились следующие населённые пункты: деревня Амосовая, деревня Антоновка, хутор Бакутино, хутор Борок, село Бохотец, деревня Быстрык, Войнилы (деревня и фольварк), хутор Волчек, деревня Горбовичи, посёлок Горбовичская Слободка, деревня Городня, посёлок Грашинов, деревня Дубинка, деревня Запрудье, хутор Карчемище, Киркоровка (деревня и фольварк), деревня Князевка, посёлок Лекерщина, деревня Лужок, посёлок Любавин, хутор Мачульск, Медведовка (деревня и фольварк), посёлок Недашев, фольварк Ново-Васильевск, Астрени (деревня и посёлок), посёлок Петровичи, посёлок Петровичская Роща, хутор Плесна, село Самулки, посёлок Сендоровка, деревня Смолка, фольварк Сталка, деревня Сталка I, деревня Сталка II,
деревня Студенка, деревня Стужица, посёлок Темнолесье, хутор Тросливка, деревня Удовск, посёлок Харьковка, фольварк Хацковичи,
деревня Хацковичи I, деревня Хацковичи II, деревня Холмы, Хотетово (деревня и село), фольварк Хотетово I, фольварк Хотетово II, фольварк Хотетово III, деревня Череновка, деревня Щежерь.